# 曼徹斯特鎮區 (阿肯色州達拉斯縣)
曼徹斯特鎮區（英語：Manchester Township）是位於美國阿肯色州達拉斯縣的一個行政鎮區。

## 地方資料
曼徹斯特鎮區的面積為147.81平方千米，當中陸地面積為147.36平方千米，而水域面積為0.45平方千米。根據2010年美國人口普查的數據，當地共有人口415人，而人口密度為每平方千米2.81人。